# Národní registr poskytovatelů zdravotních služeb
Národní registr poskytovatelů zdravotních služeb (NRPZS) je informační systém veřejné správy zřízený Ústavem zdravotnických informací podle zákona o zdravotních službách.
Registr obsahuje informace o poskytovatelích zdravotních služeb, poskytovatelích sociálních služeb, kteří poskytují zdravotní služby, a o hostujících osobách.

## Poskytovaná data
Poskytovatelem zdravotních služeb se rozumí fyzická nebo právnická osoba, která má oprávnění k poskytování zdravotních služeb podle zákona o zdravotních službách (§ 2 zákona).
U každého poskytovatele registr uvádí údaje o oprávněních k poskytování služeb, odborných zástupcích, místech poskytování a o provozovaných zdravotnických zařízeních.
Na veřejném portále
jsou data registru dostupná v rozsahu, který definuje zákon o zdravotních službách.
Neveřejné jsou údaje o
- adrese místa trvalého nebo hlášeného pobytu a datu narození fyzické osoby a
- poskytovateli, o jehož oprávnění k poskytování zdravotních služeb rozhodlo Ministerstvo obrany, Ministerstvo spravedlnosti nebo Ministerstvo vnitra.

Mapa zdravotní péče je součást NZIP. Publikuje v podstatě stejná veřejná data jako NRPZS, kromě údajů o vydaném oprávnění (kraj a od kdy platí).

## Metadata
NRPZS na svých stránkách uvádí podrobný rozsah vedených údajů včetně formátu dat. Publikuje též metodiku, číselníky a další  metadata a dokumenty.

## Oprávnění k poskytování zdravotních služeb
O udělení oprávnění rozhoduje příslušný správní orgán, kterým je:
- krajský úřad, v jehož správním obvodu je příslušné zdravotnické zařízení
- Ministerstvo obrany nebo Ministerstvo spravedlnosti, jde-li o zdravotní služby poskytované ve zdravotnických zařízeních zřízených těmito ministerstvy,
- Ministerstvo vnitra, jde-li o zdravotní služby poskytované ve zdravotnických zařízeních zřízených tímto ministerstvem nebo ve zdravotnických zařízeních zřízených Úřadem pro zahraniční styky a informace nebo Bezpečnostní informační službou

Kontaktní údaje na jednotlivé správní orgány jsou také uvedeny na stránkách NRPZS.

## Systém hlášení nežádoucích událostí
Systém hlášení nežádoucích událostí (SHNU) je součást Programu statistického zjišťování ČR, který byl sestaven v souladu se zákonem č. 89/1995 Sb., o státní statistické službě.
Povinnost předat data o počtu hlášení do SHNU ukládá všem poskytovatelům ZS lůžkové péče vyhláška č. 373/2017 Sb. Sledované nežádoucí události jsou údajně řazeny do kategorií
- Dekubitus
- Dieta/výživa
- Zdravotnická dokumentace
- Chování osob
- Jiné (ostatní incidenty, například pád)

Část analýz a reportů je dostupná veřejnosti.